# Judith Newman
Pour les articles homonymes, voir Newman.
Judith B. Newman (née en 1961), est une journaliste, essayiste, chroniqueuse américaine. Elle a écrit sur le divertissement, les relations, la parentalité, l'autisme, l'économie, la beauté, la littérature et la culture populaire. Elle a été publiée dans plus de cinquante média dont The New York Times, Vanity Fair, Harper's, The Wall Street Journal, Allure (où elle a été rédactrice associée) et Vogue. Elle a écrit, entre autres livres, ses mémoires You Make Me Feel Like an Unnatural Woman: The Diary of a New (Older) Mother en 2004,.

## Biographie

### Enfance et scolarité
Judith Newman grandit à Scarsdale. Son père, Edmund Newman, est vendeur de bière puis cadre dans la Joseph Schlitz Brewing Company (en), et sa mère, Frances (née Fiorillo ; 1926–2011), est médecin. Newman sort diplômée de la Scarsdale High School (en) en 1977 et obtient son bachelor degree de l'Université Wesleyenne à Middletown, Connecticut, en 1981. Elle reçoit un Master of Arts en anglais et en littérature comparée à l'Université Columbia en 1984.

### Carrière journalistique
Depuis les années 1980 Newman écrit pour des magazines, des journaux et des périodiques. Elle a écrit entre autres les articles : At Your Disposal – The Funeral Industry Prepares for Boom Times (Harper's, 1997), I Have Seen Cancers Disappear (Discover, 2001), Chasing Britney (Allure, 2007), How the Kardashians Made $65 Million Last Year (Hollywood Reporter, 2011) et Making Waves with No Apology (The New York Times, 2011).
Newman est décrite comme l'une des « journalistes indépendantes actuelles la plus prospère ». Son article I Have Seen Cancers Disappear a été sélectionné pour apparaitre dans The Best American Science and Nature Writing (en),. D'un autre côté les écrits de Newman ont également été critiqués : une critique dans Jezebel de son article Chasing Britney avance qu'elle a gaspillé « une occasion de remettre en question la croyance populaire qui dit que c'est Britney [Spears] qui est folle, pas ceux qui l'entourent ».
Newman a écrit une chronique régulière pour Ladies Home Journal (My Life as a Mom, ma vie de mère) et est l'auteur d'articles sur la sexualité pour Mademoiselle et American Health (en). Elle a écrit une chronique sur les relations sentimentales pour l'ancien magazine pour adolescent YM (en) et des articles sur l’étiquette (Manner Up) pour Parade. Newman a écrit des critiques littéraires pour People et The New York Times Book Review. L'éditrice de Times Book Review, Pamela Paul (en), a écrit que « Judith Newman pourrait critiquer une peau de pomme de terre et cette critique serait ironique, perspicace et divertissante ».
L'approche narrative et critique de Newman a parfois provoqué la colère de personnalités sur lesquelles elle écrivait. En réponse à un article dans Vanity Fairsur la chute du magazine Rosie (en) de Rosie O'Donnell, O'Donnell, à barre des témoins lors d'un procès, a affirmé que Newman était comme « cette misérable (nebbishy) fille juive qui participait au club audiovisuel au lycée ». L'éditrice Judith Regan (en) a critiqué Newman à la suite de la publication en 2005 par Newman de l'article he Devil and Miss Regan' dans Vanity Fair. The Daily Telegraph a écrit que « Regan casserait avec joie les dents de Judith Newman ».
En janvier 2014, l'essai de Newman Wikipedia, What Does Judith Newman Have to Do to Get a Page? est publié dans le The New York Times. Dans cet essai Newman remet en question les règles éditoriales de Wikipédia, en particulier les critères de suppression des articles, et demande que les participants à Wikipédia aident à la création d'un article sur elle. Le même jour un article sur Newman est créé sur Wikipédia en langue anglaise.

### Vie personnelle
Judith Newman vit à New York. Elle est mariée et a deux garçons jumeaux, Henry et Augustus (ce dernier qu'elle nomme Gus est porteur de Troubles du Spectre Autistique)  nés en 2001. Newman et son mari vivent dans des appartements séparés à Manhattan,.

## Publications

### Présentation générale
En 1993, Newman écrit Bath (Chic Simple) et l'année suivante Body (Chic Simple) pour Chic Simple Components,. En 1994, elle écrit également Tell Me Another One: A Woman’s Guide to Men’s Classic Lines qui parle des phrases d'accroche des hommes. L'idée du livre est venue à Newman après qu'elle a été délaissée. L'année suivante Newman écrit Parents from Hell: Unexpurgated Tales of Good Intentions Gone Awry.
En 1996, Newman coécrit Just Between Us Girls: Secrets About Men from the Madam Who Knows avec Mayflower Madam Sydney Biddle Barrows (en). En 2013 elle collabore avec Samantha Geimer sur The Girl: A Life in the Shadow of Roman Polanski. Un critique de The Guardian écrit « [The Girl] pourrait être le livre le plus important et précieux du siècle écrit jusqu'à présent […] une montagne russe émotionnelle […] intelligent et éloquent ».
Les mémoires de Newman, You Make Me Feel Like An Unnatural Woman: Diary of a New (Older) Mother, sont publiées en 2004. Ce livre parle du défi d'être enceinte à quarante ans, après « sept ans de sciences » 70 000 dollars dépensés et neuf mois de nausées. Une critique de Publishers Weekly note « qu'alors que les lecteurs sans humour et/ou politiquement corrects peuvent hérisser des singeries de Newman, tous les autres se plieront de rire, lisant les passages drôles à de parfaits inconnus ».

### Chronique
- To Siri With Love: A Mother, Her Autistic Son, and the Kindness of a Machine, éd. Quercus, 2017,

### Mémoire
- You Make Me Feel Like an Unnatural Woman: The Diary of a New Mother, éd. Miramax Books, 2004, rééd. 2005

### Essais
- The Craft of Children's Writing, éd. Absey & Company, 1984, rééd. 2001,
- Parents from Hell: Unexpurgated Tales of Good Intentions Gone Awry, éd. Plume, 1995,
- Chic Simple: Body, illustration de  Kenji Toma, éd. Thames and Hudson, 1994,
- Tell me Another One, éd. Dell, 1994,
- Bath (Chic Simple), éd. Knopf, 1993.

### Roman
- The Husband Hunt: Beyond Pride and Prejudice, éd. format Kindle, 2015,

### Livre pour enfants
- Lucy the Tomato, éd. Createspace Independent Publishing Platform, 2012, rééd. 2013